# Communauté de communes du Pays de Thongue
Die Communauté de communes du Pays de Thongue ist ein ehemaliger französischer Gemeindeverband mit der Rechtsform einer Communauté de communes im Département Hérault in der Region Okzitanien. Sie wurde am 17. Dezember 1999 gegründet und umfasste sieben Gemeinden. Der Verwaltungssitz befand sich im Ort Valros.

## Historische Entwicklung
Mit Wirkung vom 1. Januar 2017 wurde der Gemeindeverband aufgelöst und seine Mitgliedsgemeinden an
- Communauté d’agglomération Béziers Méditerranée,
- Communauté d’agglomération Hérault Méditerranée und
- Communauté de communes Les Avant-Monts

aufgeteilt.

## Ehemalige Mitgliedsgemeinden
1. Abeilhan
2. Alignan-du-Vent
3. Coulobres
4. Montblanc
5. Puissalicon
6. Tourbes
7. Valros